# L’UniCo
Pour les articles homonymes, voir Unico.
L’UniCo est une radio associative étudiante allemande de Paderborn.

## Histoire
En 2004, des étudiants présentent un projet de radio. Après la création de l'association "L’UniCo – Campusradio Paderborn e.V." suit un 2006 un vote organisé par l'université ouvert à tous les étudiants : une grande majorité se prononce pour la création et le soutien financier d'une radio universitaire, cependant la participation est trop faible, l'autorisation est accordée par le conseil des étudiants.
En  2007, l'association fait des émissions diffusées par Internet et produites en collaboration avec Radio Hochstift.
Début 2009, l'autorité des médias de Rhénanie-Nord-Westphalie donne une fréquence pour la radio étudiante. L'émission commence le 4 novembre 2009.

### Source de la traduction
- (de) Cet article est partiellement ou en totalité issu de l’article de Wikipédia en allemand intitulé « L’UniCo » (voir la liste des auteurs).